# 晓云街道
晓云街道，是原中华人民共和国黑龙江省佳木斯市东风区下辖的一个乡镇级行政单位。佳政函【2016】29号文件将晓云街道撤销，各社区由东风区直辖。

## 行政区划
原晓云街道下辖以下地区：
胜利社区、安庆社区、丰登社区、晓云社区、机务社区、长胜社区、杏林社区、阳光社区和东发社区。